# Сан-Донато-Валь-ди-Комино
Сан-Донато-Валь-ди-Комино (итал. San Donato Val di Comino) — коммуна в Италии, располагается в регионе Лацио, подчиняется административному центру Фрозиноне.
Население составляет 2190 человек, плотность населения составляет 63 чел./км². Занимает площадь 35 км². Почтовый индекс — 03046. Телефонный код — 0776.
Покровителем коммуны почитаются святой Донат из Ареццо, празднование 7 августа, и святая мученица Констанция, празднование в последнее воскресение августа.